# Microvelia reticulata
Microvelia reticulata är en insektsart som först beskrevs av Hermann Burmeister 1835.  Microvelia reticulata ingår i släktet Microvelia, och familjen vattenlöpare. Arten är reproducerande i Sverige.